# 佩伊
佩伊，是匈牙利赫维什州所辖的一个村。总面积90.30平方公里，总人口1413，人口密度15.6人/平方公里（2011年1月1日）。